# OPB
OPB (lub OKB-5) – radziecki prototypowy bombowiec nurkujący z okresu II wojny światowej.

## Historia
Projekt samolotu powstał w 1938 roku pod wpływem niemieckich samolotów Ju 87, a jego twórcą był Siergiej Koczerigin. Był to dolnopłat, który składał się głównie z metalu, jednakże ogon i tylna część kadłuba były wykonane z drewna. Płaty kształtem przypominały skrzydła mewy i posiadały automatyczne sloty. Sloty funkcjonowały równocześnie jako hamulce nurkowania i były regulowane o 90°. Podwozie samolotu było całkowicie chowane podczas lotu. Kokpit był wyposażony w kuloodporne szyby a komora bombowa mogła pomieścić do 500 kg bomb.
Pierwotnie projekt znany był jako OPB-M i wyposażony był w silnik Asz-82A o mocy 1700 KM, który rozpędzał samolot do ok. 600 km/h na wysokości 5700 m n.p.m. Jednak problemy z dostępem do silnika Asz-82A zmusiły konstruktorów do użycia Asz-71. Dalsze prace rozwojowe trwały do inwazji Trzeciej Rzeszy na ZSRR. W związku z ewakuacją przemysłu również wiele biur konstrukcyjnych ewakuowało się za Ural i przerwało pracę. W 1942 roku projekt porzucono w związku z rozpadem OKB Koczerigin oraz rozwojem obiecującego samolotu Pe-2.